# Bas de Noël

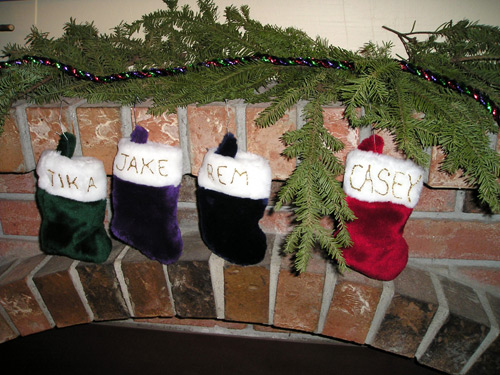
Des bas sur le manteau d'un foyer.

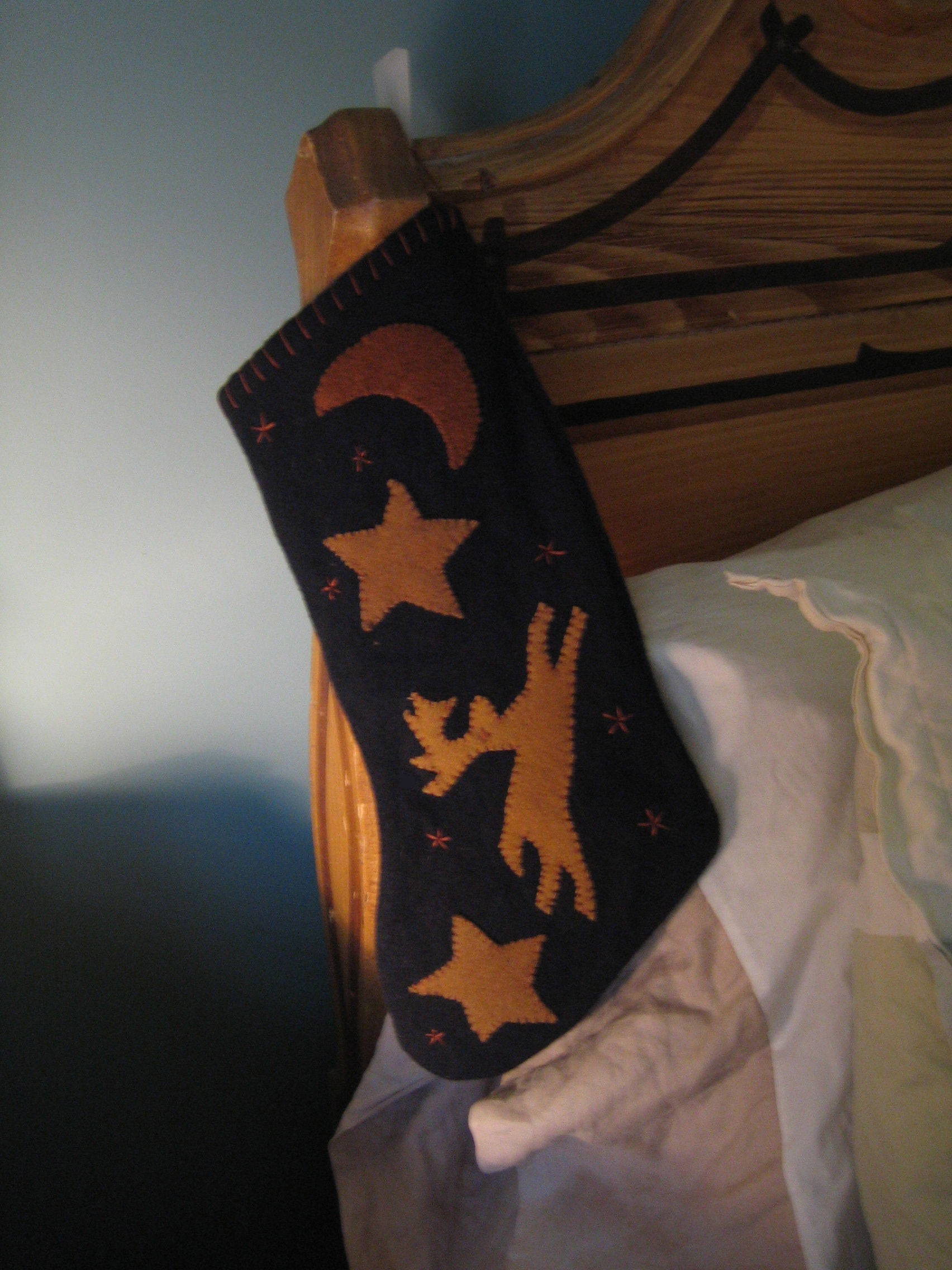
Un bas de Noël suspendu sur le montant d'un lit.

Un bas de Noël est un bas (ou un sac de tissu en forme de bas) décoratif suspendu lors du réveillon de Noël dans certains pays de façon à permettre au Père Noël de le remplir de petits jouets, de bonbons, de fruits, de pièces de monnaie ou de tout autres petits cadeaux. Dans quelques contes de noël, le bas de Noël contient les seuls jouets que reçoit l'enfant à Noël. Dans certaines traditions occidentales, les enfants qui ont mal agi pendant l'année reçoivent seulement un morceau de charbon.
En France, les cadeaux sont plutôt laissés dans des souliers, ou à côté.